# James Connolly (atleta)
James Brendan Bennet Connolly (Boston, 28 ottobre 1868 – Brookline, 20 gennaio 1957) è stato un triplista, lunghista, altista, giornalista e autore letterario statunitense.
Nel 1896 fu il primo sportivo a diventare campione olimpico.

## Biografia

### Gli inizi
James Connolly nacque a Boston in una povera e numerosa famiglia, 12 figli, di origine irlandese. Suo padre, John Connolly, pescatore, era sposato con Ann O'Donnell. Connolly si formò tra i ragazzi di strada, giocando con loro per le vie di Boston.
Da bambino, Connolly frequentò la Notre Dame Academy e poi la Mather and Lawrence grammar school, ma, probabilmente a causa della povertà della famiglia, non poté proseguire gli studi ed iscriversi alla high school. James lavorò dapprima come impiegato in una compagnia assicurativa a Boston e successivamente nel genio dell'esercito americano a Savannah in Georgia.
La sua predisposizione allo sport si rivelò ben presto. Nel 1891 fu invitato dalla Catholic Library Association di Savannah per far parte della squadra di football americano. Connolly si distinse negli sport tanto da essere nominato capitano dalla squadra ciclistica della CLA. In questo periodo cercò di riguadagnare gli anni persi della high school, studiando da autodidatta. Nell'ottobre 1895, si presentò agli esami per la Lawrence Scientific School e venne accettato al corso di letteratura classica all'Università di Harvard.

### I Giochi olimpici

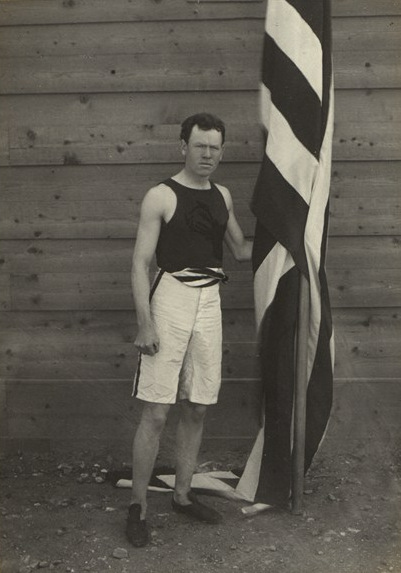
Connoly con la bandiera statunitense subito dopo la vittoria ad.

Con la fondazione, nel 1894, del Comitato Olimpico Internazionale da parte di Pierre de Coubertin, si decise di tenere nel 1896 la prima edizione delle Olimpiadi moderne ad Atene. Connolly era deciso a partecipare e sottopose la richiesta al responsabile delle attività sportive di Harvard, che però gli rifiutò il permesso. Connolly stesso riferì poi che le autorità universitarie gli dissero che se voleva proprio partecipare ai Giochi avrebbe dovuto rassegnare le dimissioni dall'università e, nel caso avesse voluto tornare a studiare ad Harvard, fare nuovamente domanda d'ammissione. Sempre secondo Connolly la sua risposta fu: Io non mi ritirerò e non farò domanda di ammissione. Io con Harvard la finisco adesso. Buon giorno!
Non è molto chiaro se questa diatriba avvenne realmente. Dagli annali dell'università risulta una richiesta di assenza da parte di Connolly per recarsi in Europa, richiesta che fu negata. Risulta però anche la richiesta di ritiro onorevole presentata da Connolly che gli venne concessa il 19 marzo 1896.
Dopo l'arrivo in Italia, fu vittima di un furto a Napoli. Rischiò di perdere il suo biglietto per Atene, ma riuscì a riprenderlo dopo aver inseguito il ladro. Connolly si imbarcò verso la Grecia in rappresentanza del Suffolk Athletic Club che gli pagò gran parte delle spese del viaggio, salvo poi farsi rimborsare al ritorno dallo stesso Connolly. La nave era la fregata tedesca Barbarossa su cui viaggiava anche la maggior parte della squadra statunitense. Nonostante il lunghissimo viaggio in nave fino all'Italia e poi in treno, fino ad Atene, James riuscì ad arrivare in tempo per iscriversi alle competizioni.
La prima finale nel giorno di apertura fu il salto triplo, una delle competizioni a cui partecipava Connolly. James vince con la misura di 13,71 m, con oltre un metro di vantaggio sul secondo. Diventò il primo campione olimpico dal 393, quando si svolse l'ultima edizione delle Olimpiadi dell'antichità. Connolly si classificò anche secondo nel salto in alto, dietro al connazionale Ellery Clark, saltando 1,65 m e vinse anche una medaglia di bronzo nel salto in lungo.
Al suo ritorno a Boston, Connolly fu accolto entusiasticamente dalla città e gli venne anche regalato un orologio d'oro.
Alla seconda edizione dei Giochi a Parigi nel 1900, Connolly non riuscì a riconfermarsi campione olimpico nel triplo e fu battuto dal connazionale Meyer Prinstein.

### Dopo le Olimpiadi
Nel 1904 Connolly si presentò alla terza edizione olimpica a Saint Louis, ma questa volta in qualità di giornalista. Egli aveva già pubblicato in precedenza il suo resoconto alla guerra ispano-americana, a cui aveva partecipato in prima persona come membro della 9ª Fanteria Irlandese del Massachusetts, sul Boston Globe.
Connolly fu considerato un'autorità tra coloro che scrivevano di navigazione. Egli passò diversi anni a bordo di vascelli, barche da pesca e navi militari in navigazione su tutti i mari del mondo. In tutto pubblicò più di 200 racconti e 25 romanzi.
Si presentò due volte alle elezioni per il Congresso degli Stati Uniti tra le file del Partito Progressista, senza mai riuscire a farsi eleggere.
Non ritornò mai ad Harvard, ma nel 1948 ricevette un maglione sportivo dell'università in segno di riconoscenza. L'anno successivo egli rifiutò un dottorato onorario concesso sempre da parte di Harvard. Morì all'età di 88 anni a New York.
Una collezione di ricordi di Connolly, incluse le medaglie olimpiche, sono conservate nella biblioteca del Colby College nel Maine.

## Palmarès
| Anno | Manifestazione            | Sede   | Evento         | Risultato | Prestazione | Note                          |
| ---- | ------------------------- | ------ | -------------- | --------- | ----------- | ----------------------------- |
| 1896 | Giochi olimpici           | Atene  | Salto in alto  | Argento   | 1,65 m      |                               |
| 1896 | Giochi olimpici           | Atene  | Salto in lungo | Bronzo    | 5,84 m      |                               |
| 1896 | Giochi olimpici           | Atene  | Salto triplo   | Oro       | 13,71 m     | Record olimpico               |
| 1900 | Giochi olimpici           | Parigi | Salto triplo   | Argento   | 13,97 m     | Miglior prestazione personale |
| 1906 | Giochi olimpici intermedi | Atene  | Salto in lungo | nm        | nm          |                               |
| 1906 | Giochi olimpici intermedi | Atene  | Salto triplo   | nm        | nm          |                               |